# Alex Salaueu
Alex Salaueu (en russe : Соловьев Александр Александрович autre nom (Aleksander Soloviev, Soloviev, Solovjev, Soloviev), né le 13 septembre 1926 à Soloni, province de Novgorod, et mort le 23 mai 2021, est un artiste biélorusse d'avant-garde. 
Il est membre de l'Union des artistes de la république de Biélorussie, artiste émérite de la RSS de Biélorussie 1982.

## Biographie
En 1943-1944, à l'âge de 17 ans, il participa au mouvement des partisans. À partir de 1944, il fit partie de l'armée et prit part aux batailles dans les États baltes et sur l'isthme de Carélie. Par la suite, Alex Salaueu a reçu l'ordre de l'Étoile rouge et des médailles commémoratives en l'honneur de la victoire dans la Grande Guerre patriotique. Après sa démobilisation en 1949, l'artiste se rend chez sa mère à Madona, en Lettonie.
En 1955, il entra à l'Académie des arts et de l'industrie de Saint-Pétersbourg dans le département des maîtres de la peinture monumentale-décorative. Après avoir obtenu son diplôme, il a enseigné le dessin au lycée de Madona pendant un certain temps.
Il est diplômé du lycée supérieur d'art et d'industrie de Léningrad V.-Mukhina (1957), Institut biélorusse du théâtre et de l'art (1965). À partir de 1965, il travaille comme concepteur de production au théâtre académique national Y.-Kolas, puis plus tard (jusqu'en 1995) en tant qu’Artiste principal.
Depuis 1966, Alex Salaueu est devenu membre de l'Union des artistes de l'URSS. En 1968-1969, président du conseil artistique des ateliers de production d’art de Vitebsk. En 1973-1977, président du conseil d'administration de l'organisation régionale de l'Union des artistes de la BSSR à Vitebsk. En 1982, Alex Salaueu a reçu le titre d’artiste honoré de la RSS de Biélorussie. En 2017, Alex Salaueu a reçu l'ordre de Francis-Skaryna conformément au décret présidentiel pour de nombreuses années de travail fructueux, apportant une contribution personnelle significative au développement de l'art et de la culture de Biélorussie.

## La peinture de Salaueu
C’est à Vitebsk en tant que directeur de la décoration du théâtre que Salaueu, à 30 ans, prend ses marques et trace la route de son œuvre.
À l’époque, nombreux sont les points de rupture entre les artistes et l’École de Paris qui prédomine avec des peintres très reconnus comme Marc Chagall, Modigliani, Kikoine, Zack et Mane.
Il a donné le coup d’envoi au mouvement « carré » (en russe : Квадрат) auquel ont participé Alex Salaueu, Alexander Maley, Alexandre Dosuzhev, Valery Schastny, Nikolaï Dundin, Alexander Slepov, Valery Tchoukine, Victor Shilko, ainsi que Tatyana, Yuri Rudenko et Victor Mikhailovsky (jusqu'en 1990).
Son Atelier, son univers a toujours constitué sa vie et a vu différents mouvements artistiques de la Nouvelle École artistique de Vitebsk, d’options artistiques, conscientes ou intuitives.
En 2019 au crépuscule de sa vie, il dessine d’admirables femmes et ses dessins se révéleront être probablement la dernière création du vieux maître, son  credo, son testament.

## Technique
Salaueu emboîte tôt le pas de l’école d'avant-garde mais a essayé aussi d’autres techniques puis s’est orienté définitivement vers un abstrait lyrique et pratique fondé sur des effets de couleur et lumière et sur l’harmonisation des combinaisons. C’est bien sur l’influence de Malevich qu'il en vint à l'abstraction. Il a durant sa vie suivi tous les derniers développements de la peinture française, Delacroix, Picasso, Monet et a conduit en parallèle une brillante carrière de décorateur dans l’imposant théâtre de Vitebsk, comme Chagall en son temps.

## Expositions collectives
- 1963 : exposition républicaine consacrée au 45e anniversaire de la BSSR, Minsk.
- 1967 : exposition républicaine des œuvres de décorateurs, de directeurs artistiques et de concepteurs de télévision, Minsk.
- 1981 : exposition d'art républicain L'URSS - est notre patrie consacrée au 60e anniversaire de la fondation de l'URSS.
- 1987 : exposition républicaine des œuvres des scénographes, des directeurs artistiques et des concepteurs de télévision, Minsk.
- 2009 : exposition d'art républicain « Abstract-2009 » consacrée à l'anniversaire de l'école d'art Vitebsk, Minsk.
- 2010 : exposition d'art républicain « Abstract-2009 » consacrée à l'anniversaire de l'école d'art Vitebsk, Minsk.
- 1967 : exposition d'art régionale « Vitebsk l'héroïque et le travail », musée régional de Vitebsk.
- 1967 : exposition d'art régionale consacrée au 50e anniversaire de la révolution d'Octobre, Vitebsk.
- 1968 : exposition d'art régionale « Vitebsk l'héroïque et le travail », Vitebsk.
- 1968 : exposition régionale consacrée aux 50 ans de la BSSR et du KPB, Vitebsk.
- 1974 : exposition d'art régionale consacrée au 30e anniversaire de la libération de la Biélorussie et de Vitebsk des agresseurs fascistes, Vitebsk.
- 1987 : exposition d'art régionale consacrée au 70e anniversaire de la révolution d'Octobre, Vitebsk.
- 1974 : exposition rétrospective des œuvres d'artistes biélorusses de 1944 à 1974, Minsk.
- 1976 : exposition personnelle anniversaire, Vitebsk.
- 1980 : exposition des artistes A. Salaueu, L. Antimonov, A. Orlov, Vitebsk.
- 1982 : exposition des artistes de la région de Vitebsk, Smolensk.
- 1986 : exposition des artistes A. Salaueu, L. Antimonov, Polotsk.
- 1986 : exposition personnelle d'art, musée régional de Vitebsk.
- 1989 : exposition d'artistes de Vitebsk dédiés au 70e anniversaire de la BSSR et du KPB, Vitebsk.
- 1989 : exposition de décorateurs suivant les résultats de la saison théâtrale 1987-1988, Minsk.
- 1993 : exposition des artistes A. Salaueu et P. Kirilin, Vitebsk.
- 1997 : exposition des artistes A. Salaueu et V. Chukin, Vitebsk.

## Expositions personnelles
- 2000 : exposition personnelle d'art, Vitebsk.
- 2000 : exposition animale personnelle, Vitebsk (musée d'art).
- 2001 : exposition personnelle (théâtre national académique de théâtre Yakub-Kolas), Vitebsk.
- 2001 : exposition personnelle anniversaire musée régional de Vitebsk.
- 2001 : exposition personnelle anniversaire (salle d'exposition de l'UA), Vitebsk.
- 2001 : exposition personnelle d'art, Polotsk.
- 2004 : exposition d'art « Il y avait une guerre » consacrée au 60e anniversaire de la libération de la Biélorussie et de Vitebsk des agresseurs fascistes, Vitebsk.
- 2005 : exposition d'art personnel au musée d'art moderne de Vitebsk.
- 2005 : exposition d'art personnelle (nom de la bibliothèque régionale d'après V. Lénine), Vitebsk.
- 2006 : exposition personnelle anniversaire, musée d'art moderne de Vitebsk.
- 2009 : exposition d'art personnel, musée d'art moderne de Vitebsk.
- 2010 : exposition d'art personnelle « One-man Theatre », Vitebsk.
- 2011 : exposition d'art personnelle à l'occasion du 85e anniversaire de la naissance de A. Salaueu (théâtre académique national de théâtre Yakub-Kolas, musée régional d'histoire locale), Vitebsk.
- 2011 : exposition d'art personnelle « Révélation », Vitebsk.
- 2011 : exposition d'art « De quoi commence la patrie » à Vitebsk.
- 2011 : exposition consacrée au 40e anniversaire de l'organisation d'artistes Vitebsk, Minsk.
- 2012 : Exposition d'art personnel « Element of Colour » (nom de la bibliothèque régionale après V. Lénine), Vitebsk
- 2012 : exposition d'œuvres « Cadeau de qualité, cadeau inestimable », au musée d'art moderne de Vitebsk, Vitebsk.
- 2013 : exposition d'art personnelle « Théâtre d'Alexandre Salaueu » (théâtre national académique d'art dramatique Yakub-Kolas, musée régional d'histoire locale), Vitebsk.
- 2015 : exposition d'art personnelle « Notre nature éternelle : couleur, rythme, espace » (musée d'art), Vitebsk.
- 2016 : exposition d'art personnelle « Le Mouvement de mon rêve », consacrée au 90e anniversaire de l'artiste (salle d'exposition du CE Centre d'art moderne de Vitebsk), Vitebsk.
- 2016 : exposition d'art personnelle « Réalité sans similitude », à l'occasion du 90e anniversaire de la cérémonie de remise du prix Biélorussie, travailleur d'art biélorusse Alexander Salaueu, musée national des arts de Biélorussie, Minsk.
- 2017 : exposition d'œuvres thématiques d'artistes de Vitebsk - vétérans de la Grande Guerre patriotique « La guerre aux œuvres de ses soldats », musée d'art moderne de Vitebsk, 8 mai - 4 juin, Vitebsk.

## Distinction
Il a obtenu les distinctions plus recherchés l’ordre de Patriote de guerre et l’ordre Francysk-Skaryna. En 2016, à 90 ans il été décoré de l’ordre d’Artiste.

## Collections
Il a participé à plus de cent performances en Biélorussie et a plus de 35 expositions à l’étranger en Allemagne, Finlande, France, États-Unis et de nombreux musées possèdent ses œuvres :
- musée Marc-Chagall, Biélorussie ;
- musée d'art moderne de Vitebsk (en) ;
- musée des beaux-arts Pouchkine, Moscou, Russie ;
- galerie Tretiakov, Russie ;
- musée du Nouveau-Brunswick, Canada ;
- musée national des Beaux-Arts de Biélorussie, Minsk ;
- Museum für Moderne Kunst ;
- Les fonds de l'Union biélorusse des artistes.